# مخک (ایزد)

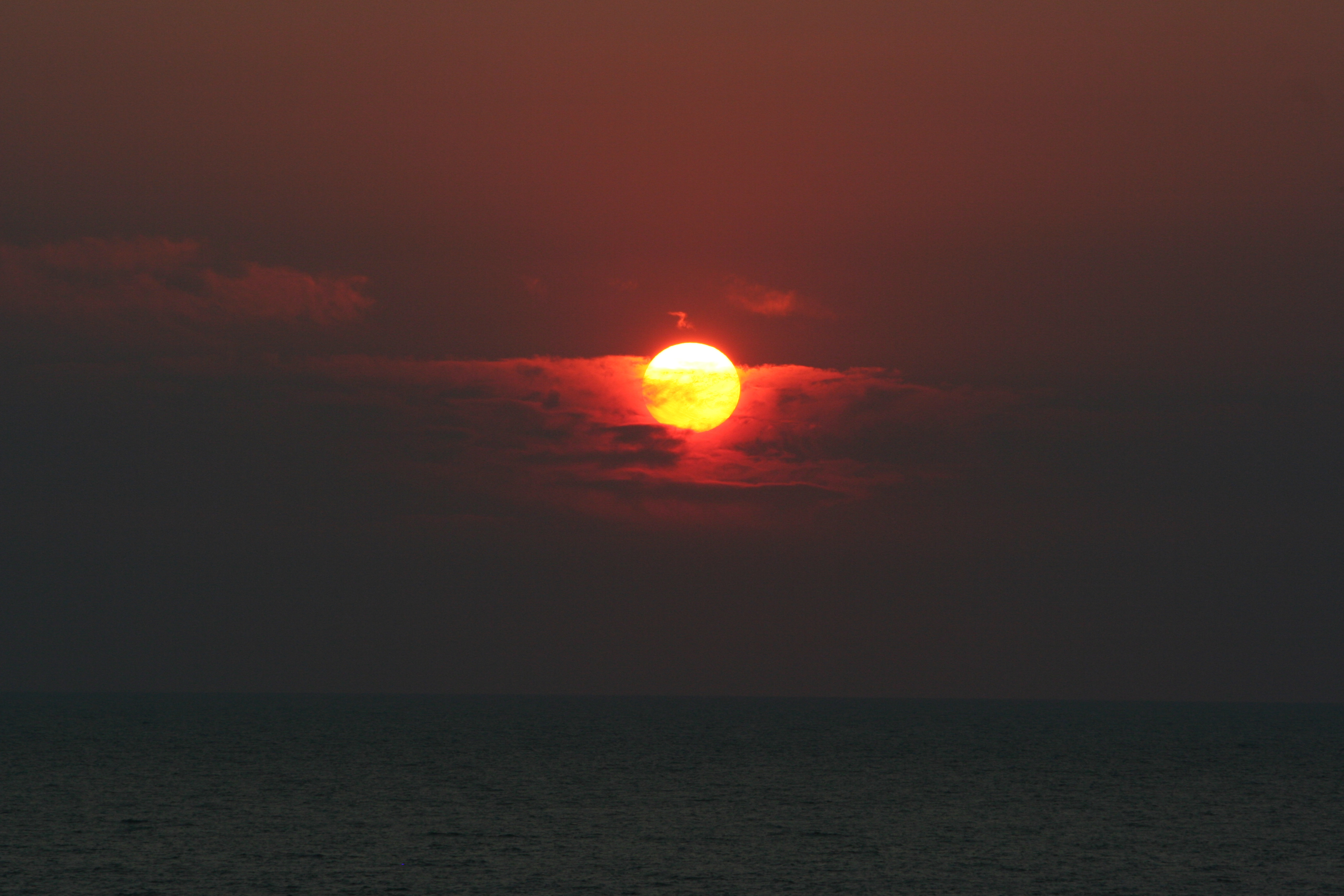
مخک نامی بود که ساکنان باستانی تنریف و گران کاناریا به خورشید داده بودند.

مخک (به انگلیسی: Magec) در اساطیر مردم گوانچه تنریف (جزایر قناری)، خدای خورشید و مادر روشنایی بوده است.
بر اساس افسانه‌ها، گوآیوتا مخک را می‌گیرد و او را در داخل کوه آتشفشان تید زندانی می‌کند، سپس اچومن می‌آید و مخک را آزاد می‌کند.